# أتسوشي ماتسوؤو
أتسوشي ماتسوؤو (باليابانية: 松尾 篤) (5 مارس 1990 في فوكوكا في اليابان - )؛ هو لاعب كرة قدم ياباني سابق كان يلعب كمهاجم.

## وصلات خارجية
- أتسوشي ماتسوؤو على موقع رابطة كرة القدم اليابانية للمحترفين (اليابانية)
- أتسوشي ماتسوؤو على موقع قاعدة بيانات كرة القدم.إي يو (الإنجليزية)
- أتسوشي ماتسوؤو على موقع Soccerway.com (الإنجليزية)